# フィーノ・モルナスコ
フィーノ・モルナスコ（伊: Fino Mornasco）は、イタリア共和国ロンバルディア州コモ県にある、人口約9,800人の基礎自治体（コムーネ）。

## 地理

### 位置・広がり
コモ県南部のコムーネ。県都コモから南南西へ8kmの距離にある。

#### 隣接コムーネ
隣接するコムーネは以下の通り。
- カドラーゴ
- カズナーテ・コン・ベルナーテ
- カッシーナ・リッツァルディ
- クッチャーゴ
- グアンツァーテ
- ルイザーゴ
- ヴェルテマーテ・コン・ミノプリオ

### 地震分類
イタリアの地震リスク階級 (it) では、4 に分類される
。

## 行政

### 分離集落
フィーノ・モルナスコには、以下の分離集落（フラツィオーネ）がある。
- Andrate-Valle Mulini, Firenzuola, Socco